# Scholtzia ciliata
Scholtzia ciliata är en myrtenväxtart som beskrevs av Ferdinand von Mueller. Scholtzia ciliata ingår i släktet Scholtzia och familjen myrtenväxter. Inga underarter finns listade i Catalogue of Life.